# یواس‌اس ولوسیتی (ای‌ام-۱۲۸)
یواس‌اس ولوسیتی (ای‌ام-۱۲۸) (به انگلیسی: USS Velocity (AM-128)) یک کشتی است که طول آن ۲۲۱ فوت ۳ اینچ (۶۷٫۴۴ متر) می‌باشد. این کشتی در سال ۱۹۴۲ ساخته شد.